# 엠마뉴엘 (2024년 영화)
《엠마뉴엘》(프랑스어: Emmanuelle)은 2024년 개봉한 프랑스의 에로 드라마 영화이다. 오드리 디완이 감독과 공동각본을 맡았으며, 엠마뉴엘 아산의 동명 소설이 영화의 원작이다. 배우 노에미 메를랑이 주인공 엠마뉴엘 역을 맡았다. 2024년 산세바스티안 영화제 개막작이자 황금조개상 경쟁 후보작이다.

## 출연
- 노에미 메를랑 - 엠마뉴엘
- 나오미 와츠
- 윌 샤프
- 제이미 캠벨 바워
- 차차 황
- 황추생